# 1903 na literatura

## Nascimentos
| Data            | Nome                    | Profissão                                                | Nacionalidade           | Observações | Ref |
| --------------- | ----------------------- | -------------------------------------------------------- | ----------------------- | ----------- | --- |
| 21 de Fevereiro | Anaïs Nin               | escritora                                                | França                  | m. 1977     |     |
| 1 de Maio       | Ricardo Flores Peres    | dramaturgo                                               | Espanha                 | m. 2002     |     |
| 25 de maio      | Álvaro Amaral Netto     | poeta, prosador, jornalista, regionalista e investigador | Portugal                | m. 1971     |     |
| 25 de Junho     | George Orwell           | escritor                                                 | Inglaterra (Bangladesh) | m. 1950     |     |
| 12 de Julho     | Orígenes Lessa          | jornalista, contista, novelista, romancista e ensaísta   | Brasil                  | m. 1986     |     |
| 11 de Agosto    | Ánxel Fole              | escritor, dramaturgo e ensaísta                          | Espanha                 | m. 1986     |     |
| 31 de Outubro   | María Teresa León Goyri | escritora                                                | Espanha                 | m. 1988     |     |
| ??              | Max Aub                 | escritor e dramaturgo                                    | França / Espanha        | m. 1972     |     |

## Mortes
| Data       | Nome               | Profissão             | Nacionalidade | Observações | Ref |
| ---------- | ------------------ | --------------------- | ------------- | ----------- | --- |
| 17 de Maio | Valentim Magalhães | escritor e jornalista | Brasil        | n. 1859     |     |

## Prémios literários
- Nobel de Literatura - Bjørnstjerne Bjørnson..